# Ржевська битва

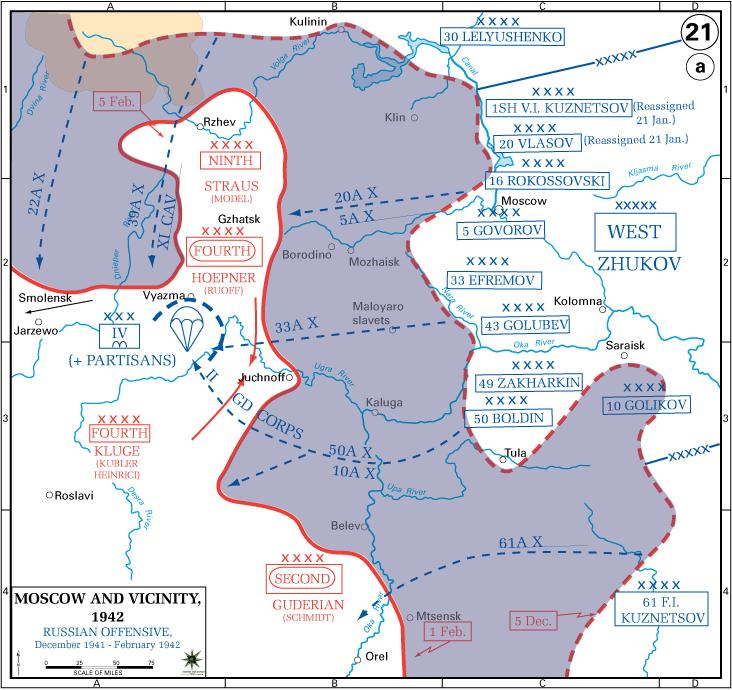

Рже́вська би́тва (8 січня 1942 — 31 березня 1943) — умовна назва боїв радянських військ Західного і Калінінського фронтів проти групи армій «Центр» військ Вермахту на Ржевсько-Сичовському напрямку в ході Другої світової війни.
Ржевська битва складалася з чотирьох самостійних наступальних операцій:
- 8 січня-20 квітня 1942 року — Ржевсько-Вяземська операція
- серпень 1942 року — Ржевсько-Сичовська операція
- грудень 1942 року — Ржевсько-Сичовська операція (операція «Марс»)
- березень 1943 року — Ржевсько-Вяземська операція

Втрати радянських військ у боях під Ржевом склали за оцінками понад 2 мільйонів осіб, удвічі перевищивши втрати в Сталінградській битві. У лісах під Ржевом загинула 29-та армія. Саме місто було перетворене на місячний пейзаж. Від 40 000 населення міста залишилося всього 248 осіб. Після запеклої 15-місячної битви Ржев так і не був узятий — коли ситуація на південному фланзі боїв вже не дозволяла тримати плацдарм, німці самі відійшли на заздалегідь підготовлені позиції.

## Січень-квітень 1942
До початку січня 1942 року в ході контрнаступу Червоної Армії німецькі війська були відкинуті від Москви на 100—250 км — в район за 20-30 кілометрів на захід від Ржева, куди на початку січня 1942 року входили армії Калінінського фронту.
8 січня 1942 року Калінінський фронт почав Ржевсько-Вяземську операцію, що була частиною загального наступу Червоної Армії і що тривала до квітня 1942 року. Головна роль в цій операції відводилася Західному фронту, що наступав силами дев'яти армій і двох кавалерійських корпусів і завдавав основного удару в районі Вязьми. Головного удару по ворогові на захід від Ржева завдавала 39-та армія під командуванням генерал-майора Масленнікова.
Зосередившись на вузькій ділянці фронту, танки після короткочасної артилерійської підготовки прорвали німецьку оборону на захід від Ржева. У прорив за 8 кілометрів на північний захід від Ржева шириною до 10-15 кілометрів 12 січня 1942 року були введені 11-й кавалерійський корпус під командуванням полковника Соколова і 29-та армія генерал-майора Швецова. Перед 29-ю армією ставилося завдання розширити плацдарм на захід від Ржева, утримувати фланги в місці прориву ворожої оборони і дивізіями лівого флангу спільно з 31-ю армією оволодіти Ржевом.
Проте радянське командування недооцінило сили супротивника. На початку лютого 29-та армія опинилася в повному оточенні на захід від Ржева в Мончаловських лісах.
У березні-квітні 1942 року війська Калінінського і Західних фронтів, намагаючись виконати директиви Ставки Верховного Головнокомандування, продовжували наступальні бої. Але замість наступу часто доводилося відбивати запеклі контратаки ворога. До кінця березня супротивник не ослабляв натиску на Ржевсько-Вяземському виступі, який утворився за 170—250 кілометрів на захід від Москви в результаті наступу радянських військ у першу військову зиму.
Загальні втрати Червоної Армії в першій Ржевсько-Вяземській операції (8 січня — 20 квітня 1942 року) склали 776 919 чоловік, зокрема безповоротних втрат, тобто загиблі на поле бою — 272 350 чоловік і санітарних втрат, тобто вибулі в медсанбати і госпіталі, — 504 569 чоловік.

## Бої в липні-вересні 1942

Операція «Зейдліц» (липень 1942 року)

З весни 1942 року на фронті північніше і на захід від Ржева встановилося відносне затишшя. Радянські і німецькі війська використовували цей час для підготовки до майбутніх літніх боїв. На Ржевському виступі німецькі війська до середини літа 1942 року створили глибоко ешелоновану смугу оборони. Кожен населений пункт був перетворений на самостійний вузол оборони з дотами і залізними ковпаками, траншеями і ходами сполучення. Радянські армії на Ржевському виступі до середини липня також створили сильні оборонні укріплення.
16 липня 1942 року, за день до початку Сталінградської битви, Ставка Верховного Головнокомандування поставила перед командуванням Західного і Калінінського фронтів завдання наступальної Ржевсько-Сичовської операції. Найважливішою особливістю цієї операції мала стати її раптовість.
30 липня 1942 року війська Західного фронту завдали удару по німецьких позиціях в районі населеного пункту Погорелоє Городище. Прорвавши німецьку оборону, радянські війська просунулися на 15-30 км у напрямі станції Сичовка. 7-10 серпня 1942 року в районі сіл Карманово і Карамзіно німці завдали сильного контрудару по частинах, що наступали. У цій битві, одній з найбільших танкових битв початкового періоду війни, брало участь з обох боків до 1500 танків. Німецькі війська, керовані командувачем 9-ї армії генералом Моделем, зуміли відбити радянський натиск. Просування вперед Червоної Армії на Сичовському напрямі припинилося.
Слідом за Західним перейшов в наступ Калінінській фронт, що завдавав головного удару на Ржев. На підступах до міста радянський натиск був зупинений. До 23 серпня 1942 року обидва фронти, вичерпавши наступальні можливості, перейшли до оборони.
За даними архіву Міністерства оборони Червона Армія втратила тільки в початковий період Ржевсько-Сичовської операції — з 30 липня по 23 серпня 1942 року — 193 383 людини убитими і пораненими.
У вересні боротьба за Ржев стала найзапеклішою. Прорвавши німецьку оборону, радянські частини увійшли до міста, де почалися люті вуличні бої. Німцям вдалося відбити Ржев ціною величезних зусиль. В цілому літньо-осіній наступ Червоної Армії методом фронтального натиску на вістря виступу не приніс бажаних результатів. За німецькими даними, Червона Армія втратила близько 400 тисяч чоловік. До середини жовтня бої стихли.

## Грудень 1942
Новий радянський наступ в цьому районі почався 25 листопада 1942 року. Його готував Георгій Жуков. Операція мала мету фланговими ударами двох фронтів — Західного (ним командував генерал Конєв) і Калінінського (цим фронтом командував генерал Пуркаєв) — оточити і знищити головні сили групи армій «Центр». Незважаючи на чисельну перевагу, Червоній Армії не вдалося добитися успіху. Ударна група Калінінського фронту прорвала німецькі позиції на південь від міста Білий, але війська Західного фронту, які мали наступати їй назустріч, виконати своє завдання не змогли.
Відбивши натиск Західного фронту, німецьке командування організувало могутні флангові удари по частинах Калінінського фронту, що прорвалися і не зуміли розширити зону прориву. Деякі з них опинилися відрізані і потрапили в оточення. В результаті Ставці довелося брати з резерву нові сили (зокрема, сибірські дивізії), щоб визволяти з'єднання, що потрапили в пастку. Вояків, що билися кілька діб у важких умовах зимового оточення, довелося відводити в тил.
15 грудня 1942 року радянський наступ припинився. Втрати Червоної Армії в цій тритижневій зимовій битві склали, за німецькими даними, 200 тисяч чоловік.

## Березень 1943

Операція «Бюффель». Лінія фронту з 1 по 30 березня 1943 року

6 лютого 1943 року командувачі Калінінськім і Західним фронтами генерали Пуркаєв і Соколовський отримали директиву Ставки Верховного Головнокомандування про підготовку до нової Ржевсько-Вяземської наступальної операції. Знову було поставлено завдання оточити і знищити основні сили групи армій «Центр». До наступу залучалися чотири армії Калінінського і вісім армій Західного фронтів.
Німецьке командування, витративши в зимових боях всі свої резерви і побоюючись після Сталінграду потрапити під Ржевом ще в один «котел», довело Гітлеру, що необхідно піти з ржевсько-вяземського мішка і скоротити лінію фронту. 6 лютого Гітлер дав дозвіл на відведення 9-ї і половини 4-ї армій на лінію Спас-Деменськ — Дорогобуш — Духовщина.
2 березня 1943 року о 14 годині 30 хвилин радянські армії отримали наказ перейти в наступ. Німецьке командування вже почало планомірне відведення своїх військ від рубежу до рубежу під прикриттям сильних ар'єргардів. До закінчення дня 2 березня радянськими військами були зайняті села Кокошкіно, Малахово-Волзьке, Тростіно і інші. 359-та дивізія о другій годині ночі 3 березня оволоділа селом Костерово, 220-та дивізія до ранку вийшла на лінію залізниці Москва — Великі Луки, а в 11 годині дня після короткого бою оволоділа станцією Мончалово, 369-та дивізія нічною атакою вибила ар'єргардні підрозділи німців з села Петуново, зайняла село Толстіково.
Безпосередньо на Ржев наступали лівофлангові 215-та і 274-та стрілецькі дивізії 30-ї армії під командуванням генерал-майора Купріянова і полковника Шульги. У ніч на 3 березня, зайнявши села Муравйово, Ковальово, Хорошево на захід від Ржева і села Пестріково, Бихова Слобода і Опоки на схід від Ржева, ці дивізії підійшли до Ржева.
3 березня 1943 року військами 30-ї армії Західного фронту Ржев був звільнений.
Як мовилося в зведенні Радінформбюро від 3 березня 1943 року:
|  | ...Декілька днів тому наші війська почали рішучий штурм міста Ржева. Німці давно вже перетворили місто і підступи до нього в добре укріплений район. Сьогодні, 3 березня, після тривалого і запеклого бою наші війська оволоділи Ржевом. За неповними даними, узяті наступні трофеї: танків - 112, снарядів різного калібру - 78, паровозів - 35, вагонів - 1200, складів різних - 5, а також багато снарядів, мін, кулеметів, гвинтівок і іншого військового майна. Противник залишив на підступах до міста і в самому Ржеві убитими до 2000 солдатів і офіцерів. Першими увірвалися в місто частини генерал-майора тов. Купріянова А.Ф., генерал-майора тов. Олешева H. H. і полковника тов. Шульги В.П. |

Не затримуючись у Ржеві, частини і підрозділи 274-ї і 215-ї стрілецьких дивізій рушили услід за супротивником, що відходив, на південний захід. До 31 березня 1943 року ржевсько-вяземський виступ був зрізаний. Фронт був відсунутий ще на 100 км до заходу. Загроза Москві була ліквідована. Для німецького керівництва це стало важкою, але вимушеною втратою. Відомо, що Гітлер побажав особисто почути по телефону вибух ржевського мосту через Волгу при відході німецьких частин. За свідченням сучасників, цей район перетворився на пустелю.
У другій ржевсько-вяземській операції (2-31 березня) загальні втрати Червоної Армії становили: 38 862 убитих, 99 715 важко поранених.
Згідно з офіційними даними, у боях під Ржевом у 1942—1943 роках загинуло більше мільйона радянських солдатів і офіцерів. Проте, за неофіційними даними, втрати в Ржевській битві становили понад 2 мільйонів бійців і командирів.

## Цікаві факти
- З 1942 року в німецькій армії з'явилося поняття der Rshew-Kampfer — Ржевський боєць. Так почали називати солдатів, які до останнього захищали позицію.

## Виноски
1. ↑  Військова історіографія не використовує термін «Ржевська битва». Вважається, що складові битви на Ржевсько-Вяземському виступі були самостійними та непов'язаними одна з одною операціями.
2. ↑  Летне-осеннее наступление 1942 года. Архів оригіналу за 4 березня 2009. Процитовано 1 березня 2009.
3. ↑  Ржевская битва
4. ↑  Потери сторон в боях на ржевско-вяземском направлении. Архів оригіналу за 16 липня 2012. Процитовано 16 липня 2012.

## Відео
- Ржев. Неизвестная битва Георгия Жукова